# Mater lectionis
Matres lectionis (do latim "mães da leitura", forma singular: mater lectionis,  em hebraico:  אֵם קְרִיאָה 'em kri'a) constitui-se de consoantes usadas para indicar uma vogal em sistemas de escritas formados apenas por letras consonantais, principalmente na escrita de línguas semíticas como árabe, hebraico e siríaco. As letras que fazem essa função em hebraico são  aleph א hei ה vav ו e yod י  e em Árabe, as matres lectionis (embora não sejam referidas assim) são as consoantes ʾalif ا,  wāw و e yāʾ ي  Na escrita árabe, o yod e o vav em particular são mais frequentemente vogais do que consoantes.
O valor original das matres lectionis corresponde próximo ao que é chamado na linguística moderna de glides ou semivogais.

## Visão geral
Como as escritas usadas para escrever algumas línguas semíticas não possuem vogais (são abjads), a leitura sem ambiguidade de um texto pode acabar sendo difícil. Dessa forma, para indicar as vogais (principalmente as longas), são usadas algumas consoantes específicas. Por exemplo, na palavra hebraica de construct-state bēt, que significa "a casa de", a letra do meio י (yod) na grafia בית faz o papel de  uma vogal, mas na forma de estado absoluto correspondente bayit ("casa", em português), que é escrita da mesma forma, a mesma letra representa uma consoante pura. As Matres lectionis são empregadas amplamente apenas em línguas semíticas, mas este fenômeno também é encontrado nos seguintes alfabetos: ugarítico, moabita, árabe do sul e fenício.

## Origens e desenvolvimento
Historicamente, a prática de usar matres lectionis parece ter se originado quando os ditongos /aj/ e /aw/, escritos com as consoantes hebraicas yod י  e vav ו, que eram transformadas nas vogais longas simples /eː/ e /oː/. Essa associação entre letras consonantais e sons vocálicos foi então aproveitada e usada em palavras sem ditongos históricos.
Em termos gerais, nota-se que os primeiros textos fenícios possuem poucos matres lectionis, e que durante a maior parte do primeiro milênio a.C., o hebraico e o aramaico  desenvolveram mais rapidamente o uso do matres lectionis do que o fenício. No entanto, em seu último período de desenvolvimento no norte da África (em uma variante referida como "púnico"), o fenício desenvolveu um uso amplo de matres lectionis, incluindo o uso da letra ayin ע que também foi usada para esse propósito muito mais tarde na ortografia iídiche.
No hebraico pré-exílico, ocorreu um emprego significativo do uso da consoante hei ה  para indicar vogais finais nas palavras que não fossem  ī  e ū . Isso provavelmente foi inspirado pela mudança fonológica do sufixo possessivo da terceira pessoa do singular de /ahuː/ > /aw/ > /oː/ na maioria das regiões. No entanto, em períodos subsequentes da língua hebraica, a ortografia foi alterada para que palavras terminada com a vogal ō não fossem mais escritas com a letra ה,  exceto em alguns nomes próprios com grafia arcaica, como Solomon שלמה e Shiloh שלה. A diferença entre a ortografia do sufixo possessivo da terceira pessoa do singular (conforme anexado a substantivos singulares) com ה em hebraico primitivo versus com o ו  no hebraico tardio tornou-se um problema na autenticação da inscrição de Jeoás.
Segundo Sass (5), já no Império Médio houve alguns casos de uso de matres lectionis, isto é, grafemas consonantais que serviam para transcrever vogais em palavras estrangeiras, nomeadamente em púnico (Jensen 290, Naveh 62), aramaico e hebraico (ה  ,ו ,י;  às vezes até alef א; Naveh 62). Naveh (ibid.) destaca que os primeiros documentos em aramaico e hebraico já usavam matres lectionis. Alguns estudiosos argumentam que os gregos devem, portanto, ter emprestado seu alfabeto dos arameus. De qualquer forma, a prática tem raízes mais antigas, pois o alfabeto cuneiforme semítico de Ugarit (século XIII a.C.) já possuía matres lectionis (Naveh 138).

### Hebraico
O método mais antigo de indicar algumas vogais na escrita hebraica era usar as consoantes yod י,, waw ו , hei ה  e aleph א. do alfabeto hebraico para também escrever vogais longas em alguns casos. Originalmente, א e  ה era, usados apenas como matres lectiones no final das palavras, e י e  ו eram usados principalmente para escrever os ditongos originais /aw/ e /aj/, bem como sequências originais de vogais+[y]+vogais (que às vezes simplificavam para vogais longas simples). Aos poucos, como se verificou ser insuficiente para diferenciar entre substantivos semelhantes,י ו ‎ também  inseridos para marcar algumas vogais longas de origem não ditonga.
Se as palavras podem ser escritas com ou sem matres lectionis, as grafias que incluem as letras são chamadas de malē (hebraico) ou plene (latim), que significa "completo", e as grafias sem elas são chamadas de ḥaser ou defeituosas . Em algumas formas verbais, matres lectionis são na maioria das vezes sempre usadas. Por volta do século IX, foi decidido que o sistema de matres lectionis não era suficiente para indicar as vogais com precisão necessária para fins de recitação litúrgica de textos bíblicos, de modo que um sistema suplementar de representação de vogais (nicudes) (que são símbolos diacríticos que servem para indicar a pronúncia das vogais e outras importantes características fonológicas não escritas explicitamente pela tradicional escrita consonantal) juntaram-se às matres lectionis como parte do sistema de escrita hebraico.
Em algumas palavras em hebraico, há a opção de usar ou não o mater lectionis, e em textos impressos modernos, às vezes, matres lectionis são usadas até mesmo para vogais curtas, o que é considerado gramaticalmente incorreto de acordo com as normas tradicionais, embora as instâncias sejam encontrados desde os tempos talmúdicos. Tais textos da Judéia e da Galiléia eram visivelmente mais inclinados à escrita com male do que os textos da Babilônia . Da mesma forma, na Idade Média, os judeus Asquenazes tendiam a usar a forma de escrita male sob a influência das línguas européias, mas os judeus Sefarditas tendiam a usar grafias ḥaser sob a influência do árabe.

### Árabe
Em árabe não existe tal escolha, e a regra quase invariável é que uma vogal longa é escrita com uma mater lectionis e uma vogal curta com um símbolo diacrítico, mas a ortografia utmânica, aquela em que o Alcorão é tradicionalmente escrito e impresso, tem algumas diferenças, que nem sempre são consistentes. Além disso, sob a influência da ortografia das línguas européias, a transliteração de palavras emprestadas para o árabe geralmente é feita usando matres lectionis no lugar de diacríticos, mesmo quando o último é mais adequado ou quando palavras de outra língua semítica, como o hebraico, são transliteradas. Esse fenômeno é aumentado pela negligência dos sinais diacríticos na maioria das formas impressas desde o início da impressão mecânica.
O nome dado às três matres lectionis pela gramática árabe tradicional é ḥurūf al-līn wa-l-madd, 'consoantes de suavidade e alongamento', ou ḥurūf al-ʿilal, que pode ser traduzido como 'consoantes causais' ou 'consoantes de enfermidade', porque como na gramática grega, palavras com 'acidentes' eram consideradas aflitas, doentes, em oposição a palavras 'saudáveis' sem acidentes.
Ortografias informais de variedades faladas do árabe também usam a letra hê ه  para indicar uma versão mais curta de alif ا,  um uso aumentado pela ambiguidade do uso do ه e do taa marbuta ة  na ortografia árabe formal. É uma ortografia formal em outras línguas que usam a escrita árabe, como o alfabeto curdo.

### Siríaco
As vogais siríaco-aramaicas são classificadas em três grupos: o alap(ܐ), o waw (ܘ) e o yod (ܝ ).  A mater lectionis foi desenvolvida já no século VI para representar vogais longas, que antes eram representadas por um ponto sob a linha. As letras mais frequentes são o yod e o waw, enquanto o alap é mais restrito a algumas palavras transliteradas.

### Mandeu
Na escrita Mandeia, as vogais geralmente são escritas por extenso. A primeira letra do alfabeto, a (correspondente ao aleph hebraico), é usada para representar uma série de vogais abertas. A sexta letra, wa, é usada para vogais posteriores fechadas (u e o) e a décima letra, ya, é usada para vogais anteriores fechadas (i e e). Essas duas últimas letras também podem fazer o papel das consoantes w/v e y . A oitava letra corresponde a letra semítica heth, e é chamada eh; ela é pronunciada como uma vogal i longa, mas é usada apenas como sufixo para a terceira pessoa do singular. A décima sexta letra, e (o aramaico ayn), geralmente representa a vogal e no início de uma palavra ou, quando seguida pelas consoantes wa ou ya, representa as vogais iniciais u ou i, respectivamente.

## Uso em Hebraico
Geralmente, a letra yod י representa as vogais i ou e, enquanto a consoante vav ו  as vogais o ou u . A letra aleph א ‎não foi sistematicamente desenvolvida como uma mater lectionis em hebraico (ao contrário do aramaico e do árabe), mas é ocasionalmente usada para indicar a vogal a. (No entanto, a letra aleph א silenciosa que indicava originalmente o som de uma consoante oclusiva glotal e acabou se tornando silenciosa na pronúncia hebraica, pode aparecer após quase qualquer vogal.) No final de uma palavra,  a consoante hei ה ‎ também ser usada para indicar que a vogal a ou e deve ser pronunciada.